# Умлянович
Умлянович (хорв. Umljanović) — населений пункт у Хорватії, в Шибеницько-Книнській жупанії у складі громади Ружич.

## Населення
Населення за даними перепису 2011 року становило 148 осіб.
Динаміка чисельності населення поселення:

## Клімат
Середня річна температура становить 13,04 °C, середня максимальна – 28,44 °C, а середня мінімальна – -1,84 °C. Середня річна кількість опадів – 887 мм.
| Клімат поселення                              | Клімат поселення | Клімат поселення | Клімат поселення | Клімат поселення | Клімат поселення | Клімат поселення | Клімат поселення | Клімат поселення | Клімат поселення | Клімат поселення | Клімат поселення | Клімат поселення | Клімат поселення |
| Показник                                      | Січ.             | Лют.             | Бер.             | Квіт.            | Трав.            | Черв.            | Лип.             | Серп.            | Вер.             | Жовт.            | Лист.            | Груд.            |                  |
| Середній максимум, °C                         | 9,60             | 10,44            | 13,53            | 17,15            | 21,96            | 25,80            | 28,44            | 28,16            | 23,24            | 18,44            | 13,16            | 9,91             |                  |
| Середня температура, °C                       | 3,88             | 4,73             | 7,80             | 11,43            | 16,25            | 20,08            | 23,59            | 23,32            | 18,40            | 13,58            | 8,32             | 5,07             |                  |
| Середній мінімум, °C                          | −1,84            | −1               | 2,08             | 5,70             | 10,52            | 14,36            | 18,74            | 18,47            | 13,56            | 8,75             | 3,47             | 0,22             |                  |
| Норма опадів, мм                              | 73               | 65               | 70               | 77               | 65               | 63               | 42               | 55               | 81               | 94               | 110              | 92               |                  |
| Середньомісячна швидкість вітру, м/с          | 2.04             | 2.30             | 2.50             | 2.42             | 2.18             | 1.92             | 1.94             | 1.81             | 1.92             | 1.97             | 2.31             | 2.29             |                  |
| Середньомісячна сонячна радіація, кДж/м²·день | 5354             | 8141             | 11779            | 16223            | 19986            | 22639            | 24252            | 21202            | 15848            | 10286            | 5807             | 4552             |                  |
| --------------------------------------------- | ---------------- | ---------------- | ---------------- | ---------------- | ---------------- | ---------------- | ---------------- | ---------------- | ---------------- | ---------------- | ---------------- | ---------------- | ---------------- |
| Джерело:                                      |                  |                  |                  |                  |                  |                  |                  |                  |                  |                  |                  |                  |                  |